# Мабан језик
Мабан језик је језик из породице нило-сахарских језика, нилотска грана. Њиме се служи становици у вилајету Горњи Нил у Јужном Судану и у вилајету Плави Нил у северном Судану. Користи латинично писмо.